# 宮田識
宮田 識（みやた さとる、男性、1948年 - ）は、日本のクリエイティブ・ディレクター、アートディレクター。千葉県千葉市出身。

株式会社ドラフト代表、東京アートディレクターズクラブ会員。京都工芸繊維大学KYOTO Design Lab所長。

## 来歴
1966年神奈川工業高校工芸図案科卒業後、日本デザインセンター入社。69年日本宣伝美術会奨励賞受賞。70年退社後、78年宮田識デザイン事務所設立。89年にドラフトに社名変更。
95年D-BROSをスタートさせプロダクトデザインの開発・販売を開始。2013年東京藝術大学客員教授就任。同年京都工芸繊維大学KYOTO Design Lab所長に就任。2019年に事務所を神楽坂に移転。

## 主な仕事
- 1978年 - 林野庁　｜　日本能率協会
- 1981年 - サントリー JACK DANIEL’S
- 1984年 - 横浜ゴム PRGR
- 1985年 - モスフード・サービス
- 1986年 - 大沢商会 LACOSTE
- 1987年 - 日本鉱業
- 1990年 - キリンビール 一番搾り
- 1993年 - BREITLING、トヨタ自動車 コロナ
- 1994年 - 鹿児島県フラワーパーク CI&VI　｜　JR東海
- 1996年 - OMソーラー協会
- 1997年 - キリンビール 麒麟淡麗
- 1999年 - 国際協力銀行 CI
- 2000年 - ワコール unnanacool
- 2001年 - 日産自動車 STAGEA
- 2002年 - ワコール DIA、Salute、PARFAGE
- 2003年 - AEON
- 2004年 - 松下電工（現パナソニック（株）エコソリューションズ社）システムバス　｜　アルプス電気
- 2006年 - キリンビバレッジ 世界のキッチンから　｜　花王 SOFINA beaute　｜　新日鉱ホールディングス（現JXTGホールディングス）
- 2008年 - パナソニック(株)ライフソリューションズ社 SmartArchi、LSIシステムキッチン
- 2011年 - パナソニック(株)ライフソリューションズ社 EVEREDS
- 2012年 - パナソニック(株)ライフソリューションズ社 東京スカイツリー
- 2013年 - 三井不動産レジデンシャル グローバルフロントタワー　｜　丸松製茶場 san grams
- 2014年 - キリンビバレッジ 生茶　｜　三井不動産・JX不動産 パークシティ武蔵小杉 ザ・タワーズ イースト
- 2015年 - パナホーム（現パナソニックホームズ）
- 2016年 - 加和太建設
- 2020年 - 大沢商会 ecco

## 受賞歴
- 1969年 - 日宣美奨励賞
- 1981年 - 朝日広告賞
- 1982年 - ADC最高賞
- 1987年 - ADC賞
- 1988年 - ADC賞　朝日広告賞
- 1992年 - 朝日広告賞
- 1998年 - 朝日広告賞
- 2007年 - 日本宣伝賞山名賞
- 2011年 - ADC会員賞
- 2017年 - ADC会員賞
- 2019年 - ADC会員賞

## 書籍
- 『デザインするな』（藤崎圭一郎著／DNPアートコミュニケーションズ）2009年
- 『アイディア353号 ドラフトのいま』（誠文堂新光社）2012年
- 『DRAFT 宮田識 仕事の流儀』（宮田識著、花澤裕二編集／日経BP社）2016年